# Pectinochromis lubbocki
Pectinochromis lubbocki är en fiskart som först beskrevs av Edwards och Randall, 1983.  Pectinochromis lubbocki ingår i släktet Pectinochromis och familjen Pseudochromidae. Inga underarter finns listade i Catalogue of Life.